# Dihidroergotamină
Dihidroergotamina este un alcaloid din  ergot și este utilizat în tratamentul migrenelor. Căile de administrare disponibile sunt subcutanată, nazală, intravenoasă și intramusculară.
Este similar ca efect cu sumatriptanul; acționează ca agonist al receptorilor serotoninergici (în special subtipurile 5-HT1Da și 5-HT1Db) și cauzează vasoconstricția vaselor intracraniene. Mai interacționează și cu alți receptori, precum cei adrenergici și dopaminergici.